# Dniprò
|  | Aquest article tracta sobre la ciutat. Vegeu-ne altres significats a «Riu Dniprò». |

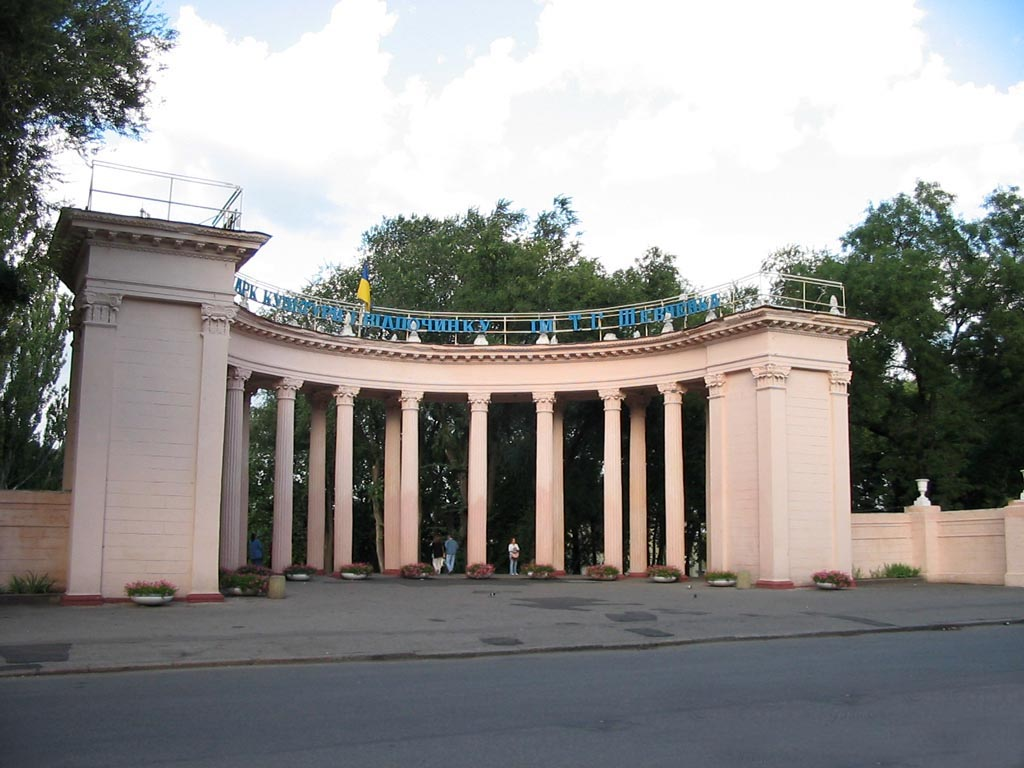
Entrada al parc Taràs Xevtxenko de la ciutat de Dnipró.

Dniprò (ucraïnès: Дніпро́) és una ciutat d'Ucraïna situada a la vora del riu del mateix nom, Dniprò, capital de la província de Dnipropetrovsk. Pel que fa a la seva superfície, es tracta de la tercera ciutat del país i és un important centre comercial, industrial i econòmic d'Ucraïna. Té un gran desenvolupament tecnològic al sector de la metal·lúrgia i la construcció de maquinària. També és coneguda com el principal centre aeronàutic del país. La seva població se situa entorn d'1,1 milions d'habitants.
Es troba a la part oriental d'Ucraïna, a 391 km (243 milles) al sud-est de la capital ucraïnesa Kíev al riu Dnièper, d'on deriva el seu nom en llengua ucraïnesa (Dniprò). Dniprò és el centre administratiu de la província de Dnipropetrovsk. Acull l'administració de la hromada urbana de Dnipro.
L'evidència arqueològica suggereix que el lloc de la ciutat actual va ser poblat per comunitats cosaques almenys des de 1524. Ekaterinoslav ("glòria de Caterina") va ser establert per decret de l'emperadriu russa Caterina la Gran el 1787 com a centre administratiu de Novorossiya. Des de finals del segle xix, la ciutat va atreure capital estranger i una mà d'obra internacional multiètnica que explotava el mineral de ferro de Kryvbas i el carbó de Donbas.
Les fortificacions militars que existeixen actualment a la ciutat daten de mitjan segle xvi. Els estudis sobre la fundació de la ciutat han estat subjectes a consideracions polítiques i disputes. El 1976, perquè el bicentenari de la ciutat coincideixi amb el 70è aniversari del naixement del líder del partit soviètic i fill natiu de la regió, Leonid Brezhnev, la data de la fundació de la ciutat es va traslladar de la visita de l'emperadriu russa Caterina II el 1787, fins al 1776.
Després de la independència d'Ucraïna, els historiadors locals van començar a promoure la idea d'una ciutat sorgida al segle XVII dels assentaments cosacs, un enfocament destinat a promoure la identitat ucraïnesa de la ciutat. Van citar el cronista dels cosacs de Zaporozhian, Dmytro Yavornytsky, la Història de la ciutat d'Ekaterinoslav completada el 1940 va ser autoritzada per a la seva publicació només el 1989, l'època de Glasnost.

## Fills il·lustres
- Iúlia Timoixenko, primera ministra d'Ucraïna
- Helena Blavatsky, escriptora i ocultista.[16]
- Moses Schönfinkel, matemàtic jueu
- Gregor Piatigorsky, violoncel·lista
- Leonid Kógan, violinista
- Mihails Zemļinskis, futbolista i polític letó
- Samuel Belov (1884-1954), violinista resident als Estats Units
- Alik Gershon (1980), Gran Mestre d'escacs israelià